# Gereon R. Fink

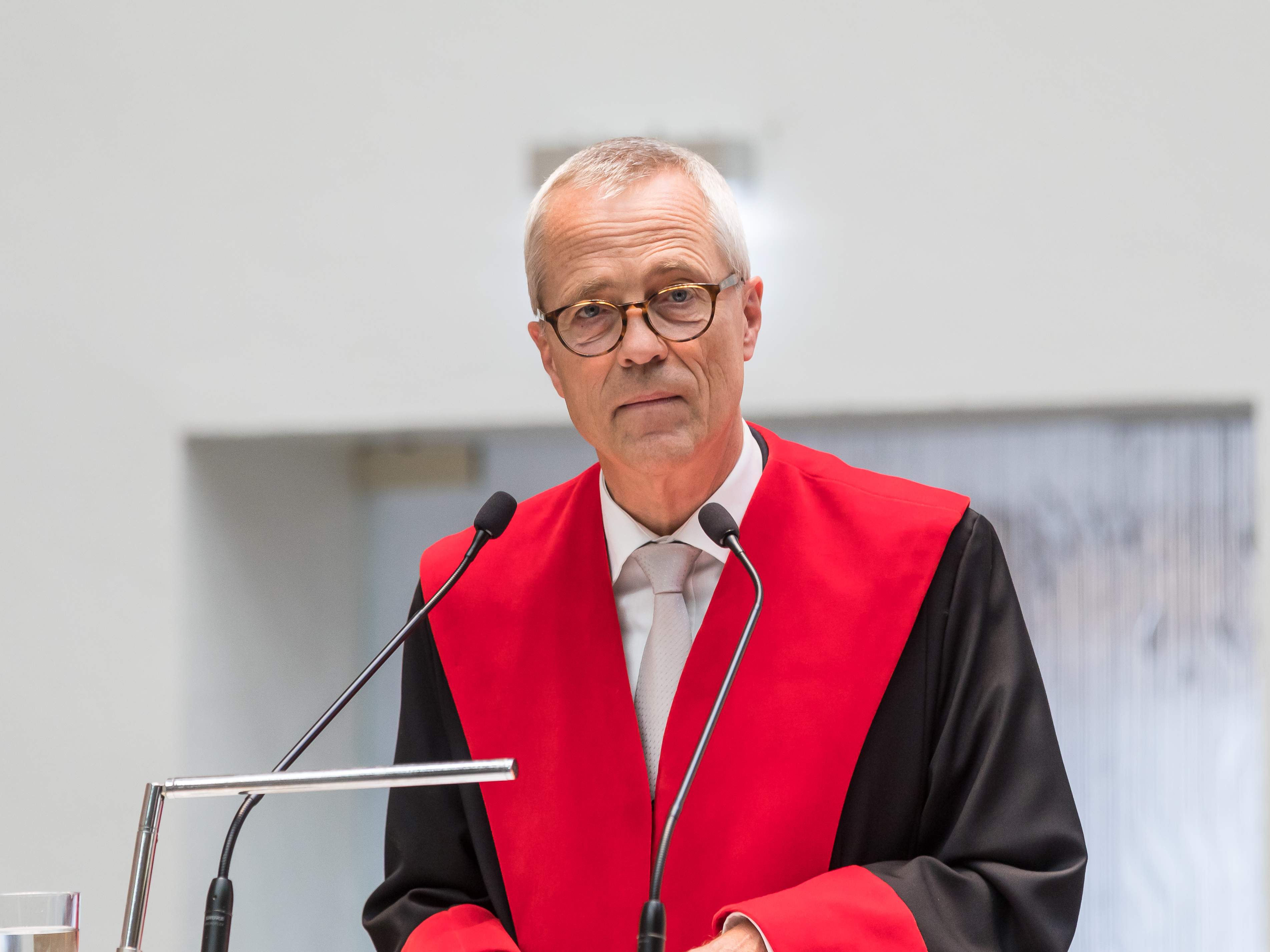
Gereon R. Fink, 2021

Gereon Rudolf Fink (* 23. April 1964 in Köln) ist ein deutscher Neurologe und Neurowissenschaftler.

## Leben
Fink studierte von 1982 bis 1989 Medizin in Köln. Von 2004 bis 2006 war Fink stellvertretender Direktor der Neurologischen Klinik des Universitätsklinikums Aachen sowie Lehrstuhlinhaber für Neurologie an der RWTH Aachen. Er ist seit 2005 Direktor am Institut für Neurowissenschaften und Medizin 3 (Kognitive Neurowissenschaften), Forschungszentrum Jülich, und seit 2006 Lehrstuhlinhaber und Direktor der Klinik und Poliklinik für Neurologie der Universität zu Köln.
Er ist Autor von mehreren hundert Fachartikeln (u. a. in Nature und Science), Herausgeber zahlreicher Bücher und einer der meistzitierten deutschsprachigen Neurowissenschaftler. Seine Forschung fokussiert die Funktionsweise des menschlichen Gehirns. Er beschäftigt sich insbesondere mit Motorik und höheren Hirnfunktionen, den Auswirkungen eines Schlaganfalls sowie der Entwicklung neuer neurologischer Therapiemethoden. Er ist seit 2021 Sprecher des DFG-geförderten Sonderforschungsbereichs 1451 zu Schlüsselmechanismen normaler und krankheitsbedingt gestörter motorischer Kontrolle. 
2011/2012 war er Präsident der Deutschen Gesellschaft für Klinische Neurophysiologie und Funktionelle Bildgebung (DGKN). 2017/2018 war Fink Präsident der Deutschen Gesellschaft für Neurologie (DGN). 2017–2023 war er Mitglied im Senat der Deutschen Forschungsgemeinschaft.
Von 2011 bis 2013 war Fink Erster Prorektor der Universität zu Köln, 2015 bis 2019 Prodekan der Medizinischen Fakultät der Universität zu Köln, seit dem 1. April 2019 ist er als deren Dekan gewählt und Mitglied im Vorstand des Universitätsklinikum Köln.
Fink ist verheiratet und Vater von drei Töchtern. Sein Vater ist der frühere Kölner Kommunalpolitiker (CDU) und Vorstand der GAG Immobilien AG, Joseph Fink.

## Auszeichnungen (Auswahl)
- 2003: Wissenschaftspreis des Landes Nordrhein-Westfalen
- 2004: Pette-Preis der Deutschen Gesellschaft für Neurologie (DGN)
- 2008: 1. Preis im Hospital-Innovations-Wettbewerb (für das in der Kölner Klinik entwickelte Cologne Consultant Concept, ein Modell der ärztlichen Versorgung im Krankenhaus)
- 2009: Internationaler Forschungspreis der Fürst Donnersmarck-Stiftung[2]
- 2015: Max-Delbrück-Preis der Universität zu Köln
- 2022: Mitglied der Academia Europaea[3]
- 2024: Mitglied der Nationalen Akademie der Wissenschaften Leopoldina[4]